# Auter
Die Auter ist ein rechter Nebenfluss der Leine von gut 22 km Länge im Norden der Region Hannover.

## Name
Der Gewässername ist eine Rückbildung aus dem Ortsnamen Otternhagen, der bei Ersterwähnung im Jahre 1215 als in otherenhagen geschrieben wurde und später unter anderem auch als Auternhagen auftritt. Dieser Ortsname ist ein Kompositum aus dem Grundwort -hagen (altsächsisch -hagan ‚Dornstrauch‘) und dem Genitiv *Ōtheren des Personennamens *Ōthero als Bestimmungswort. Der Ortsname bedeutete also eingefriedete Siedlung des Ōthero. Der Fluss selbst wird erstmals 1588 als die Oter schriftlich erwähnt.

## Verlauf
Die Auter entspringt etwa einen Kilometer nordwestlich des zur Stadt Langenhagen gehörenden Ortsteils Kaltenweide und fließt von dort aus in westliche Richtung entlang der Grenze des Naturschutzgebietes Kananohe. Anschließend kreuzt sie südlich von Resse die L380 und knickt beim zur Stadt Neustadt am Rübenberge gehörigen Ortsteil Otternhagen nach Norden ab. Kurz hinter dem Dorf fließen ihr die Neue und die Alte Auter zu, wobei der Auter auf ihrer ganzen Länge eine Vielzahl von Gräben zufließen. Wenig später durchquert die Auter den zu Basse gehörenden Flecken Scharnhorst, wenig später Averhoy und mündet kurz danach schließlich in die Leine.

## Zuflüsse
Bei den Zuflüssen der Auter handelt es sich größtenteils um Gräben. Von der Quelle bis zur Mündung sind dies die folgenden:
- Ellernbruchgraben (rechts)
- Hauptvorfluter Kaltenweider Moor (rechts)
- Scheidegraben (links)
- Resser Graben (rechts)
- Brunnenbeeke (links)
- Graben am großen Weg (links)
- Osterwälder Entwässerungsgraben (links)
- Graben vor dem Moore Otternhagen (rechts)
- Neue Auter (rechts)
- Alte Auter (links)
- Hülsengraben (rechts)
- Fuhrberggraben (rechts)